# 安希 (模特兒)
安希（1987年6月1日—），本名莊惠如，台灣女模特兒，以平面、網拍、Cosplay和展場女郎為主。三圍32F、24、33，以姣好身材在網上成名，在社交平台享有人氣。就學期間便開始擔任業餘模特兒，也會利用假日時間接通告，之後決定以此為正職。安希也會擔任電視或網路的節目嘉賓，如《國光幫幫忙》。2021年，獲選為第二屆JKF百大女郎頒獎典禮第二名。

## 外部連結
- 安希的Instagram帳戶
- 安希 （页面存档备份，存于） - 台灣達人秀